# José Joaquín Martínez
José Joaquín „Shaggy” Martínez Valadéz (ur. 22 lutego 1987 w mieście Meksyk) – meksykański piłkarz występujący na pozycji prawego obrońcy lub prawego pomocnika.

## Kariera klubowa
Martínez pochodzi ze stołecznego miasta Meksyk i jako siedmiolatek rozpoczął treningi w akademii juniorskiej tamtejszego zespołu Club América. Zanim został włączony do pierwszej drużyny, spędził kilka lat w barwach drugoligowych filii klubu – najpierw CD Zacatepec, a następnie Socio Águila. Treningi z seniorską ekipą rozpoczął w wieku dwudziestu jeden lat za kadencji argentyńskiego szkoleniowca Ramóna Díaza i w meksykańskiej Primera División zadebiutował 24 sierpnia 2008 w przegranym 2:3 spotkaniu z Jaguares. Nie potrafił jednak wywalczyć sobie miejsca w wyjściowym składzie i przez cały pobyt w Américe pozostawał wyłącznie rezerwowym pomocnikiem ekipy. Premierowego gola w najwyższej klasie rozgrywkowej strzelił 15 października 2011 w wygranej 3:0 konfrontacji z Monterrey, zaś ogółem barwy Amériki reprezentował bez większych sukcesów przez trzy i pół roku.
Wiosną 2012 Martínez przeniósł się do drugoligowego Club Necaxa z siedzibą w Aguascalientes, w ramach współpracy pomiędzy obydwoma klubami (posiadającymi tego samego właściciela – Televisę). Tam od razu został kluczowym zawodnikiem ekipy, początkowo występując na pozycji pomocnika, by później zostać przesuniętym na bok obrony. W barwach Necaxy bezskutecznie walczył o promocję do pierwszej ligi; w wiosennym sezonie Clausura 2013 dotarł ze swoją drużyną do finału rozgrywek Ascenso MX i sukces ten powtórzył również pół roku później, podczas jesiennych rozgrywek Apertura 2013. W sezonie Apertura 2014 triumfował natomiast z Necaxą w rozgrywkach drugoligowych, jednak osiągnięcie to nie zaowocowało awansem na najwyższy poziom wobec porażki w decydującym dwumeczu barażowym z Dorados.
W lipcu 2015 Martínez powrócił do pierwszej ligi, zostając zawodnikiem zespołu CF Pachuca. Tam początkowo miał pewne miejsce w składzie, lecz później szkoleniowiec Diego Alonso zdecydował się relegować go na ławkę rezerwowych. Właśnie jako zmiennik, w sezonie Clausura 2016 wywalczył z Pachucą swoje pierwsze mistrzostwo Meksyku, a w tym samym roku zajął również drugie miejsce w krajowym superpucharze – Campeón de Campeones.

## Statystyki kariery
| Zacatepec    | 2006–2007 | Meksyk | Ascenso MX | 14  | 3  | —  | — | —        | — | — | 14  | 3  |
| Socio Águila | 2006–2007 | Meksyk | Ascenso MX | 7   | 1  | —  | — | —        | — | — | 7   | 1  |
| Socio Águila | 2007–2008 | Meksyk | Ascenso MX | 24  | 1  | —  | — | —        | — | — | 24  | 1  |
| Club América | 2008–2009 | Meksyk | Liga MX    | 12  | 0  | 3  | 0 | —        | — | — | 15  | 0  |
| Club América | 2009–2010 | Meksyk | Liga MX    | 9   | 0  | —  | — | —        | — | — | 9   | 0  |
| Club América | 2010–2011 | Meksyk | Liga MX    | 11  | 0  | —  | — | CL       | 2 | 0 | 13  | 0  |
| Club América | 2011–2012 | Meksyk | Liga MX    | 6   | 1  | —  | — | —        | — | — | 6   | 1  |
| Necaxa       | 2011–2012 | Meksyk | Ascenso MX | 16  | 1  | —  | — | —        | — | — | 16  | 1  |
| Necaxa       | 2012–2013 | Meksyk | Ascenso MX | 18  | 1  | 4  | 0 | —        | — | — | 22  | 1  |
| Necaxa       | 2013–2014 | Meksyk | Ascenso MX | 32  | 1  | 6  | 0 | —        | — | — | 38  | 1  |
| Necaxa       | 2014–2015 | Meksyk | Ascenso MX | 37  | 2  | 1  | 0 | —        | — | — | 38  | 2  |
| Pachuca      | 2015–2016 | Meksyk | Liga MX    | 26  | 0  | 9  | 1 | —        | — | — | 35  | 1  |
| Pachuca      | 2016–2017 | Meksyk | Liga MX    | 0   | 0  | —  | — | LMC      | 0 | 0 | 0   | 0  |
| Ogółem       | Ogółem    | Ogółem | Ogółem     | 212 | 11 | 23 | 1 | CL + LMC | 2 | 0 | 235 | 12 |

- CL – Copa Libertadores
- LMC – Liga Mistrzów CONCACAF